# Nganguk
Nganguk is een bestuurslaag in het regentschap Kudus van de provincie Midden-Java, Indonesië. Nganguk telt 2642 inwoners (volkstelling 2010).